# Giro delle Alpi Apuane 1919
Il Giro delle Alpi Apuane 1919, prima storica edizione della corsa, si svolse il 24 agosto 1919 su un percorso di 230 km, con partenza e arrivo a Marina di Massa, in Italia. La vittoria fu appannaggio dell'italiano Emilio Petiva, che completò il percorso in 8h51'19", alla media di 25,973 km/h, precedendo i connazionali Domenico Schierano e Antonio De Michiel. Iniziale vincitore della corsa fu Giosuè Lombardi, che però venne squalificato, poiché accorciò il percorso di 17 km.
Sul traguardo di Marina di Massa 8 ciclisti portarono a termine la competizione (9, considerando Giosuè Lombardi). 

## Ordine d'arrivo (Top 8)
| Pos. | Corridore          | Squadra | Tempo      |
| ---- | ------------------ | ------- | ---------- |
| SQ   | Giosuè Lombardi    | -       | 8h51'19"   |
| 1    | Emilio Petiva      | -       | 8h51'19"   |
| 2    | Domenico Schierano | Verdi   | a 5'10"    |
| 3    | Antonio De Michiel | -       | a 1h02'15" |
| 4    | Giovanni Roncon    | Verdi   | a 1h35'45" |
| 5    | Giuseppe Borghi    | -       | a 1h42'00" |
| 6    | Luigi Vertemati    | -       | s.t.       |
| 7    | Carlo Giacchino    | -       | s.t.       |
| 8    | Francesco Cerutti  | Verdi   | s.t.       |